# Boboljusci
Boboljusci – wieś w Bośni i Hercegowinie, w Federacji Bośni i Hercegowiny, w kantonie uńsko-sańskim, w mieście Bihać. W 2013 roku liczyła 53 mieszkańców, z czego większość stanowili Serbowie.